# Welte-Mignon

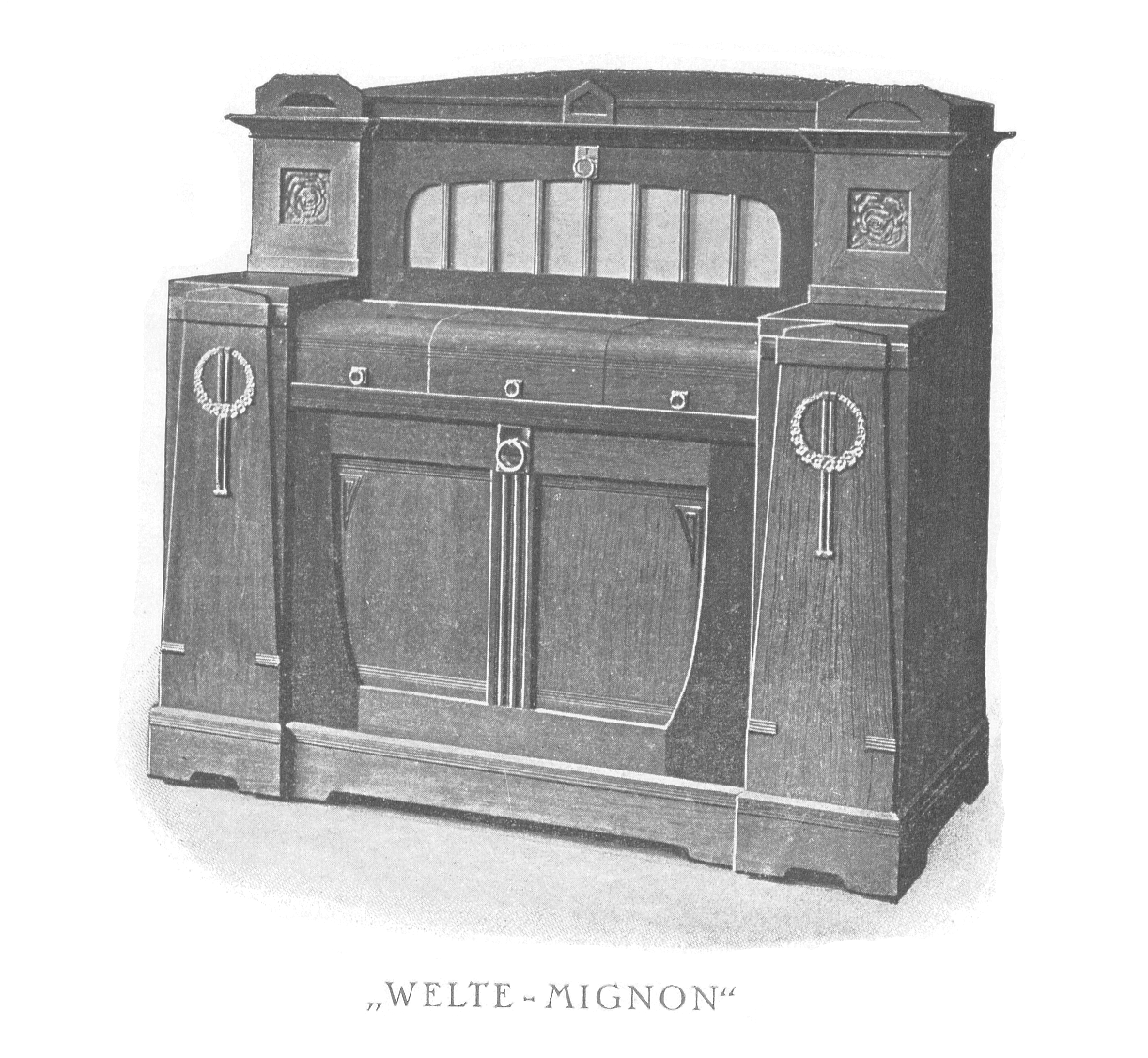
Welte-Mignon

Welte-Mignon — механічне піаніно; музичний інструмент, що в 1905—1932 роках виготовляла фірма M. Welte & Söhne.

## Опис
Фірма M. Welte & Söhne у Фрайбурзі була відома своїми механічними музичними інструментами з запрограмованими звуконосіями, коли в 1904 році вони запатентували процес відтворення за допомогою механічного фортеп'яно. У 1905 році цей інструмент вперше з'явився на ринку під назвою MIGNON, пізніше він став називатися Welte-Mignon-Механічне піаніно (Welte-Mignon-Reproduktionsklavier).
Так як ці піаніно, як і необхідні для нього нотні котушки, були дорогим задоволенням, дозволити собі такий інструмент могли лише заможні люди. У 1924 році таке піаніно коштувало 8.000 рейхсмарок. Існувало дві системи котушок: Т-100, названі за кольором паперу («червоні Welte-котушки») і Т-98 («зелені Welte-котушки»). Система Т-100 використовувала 100 керуючих отворів при ширині котушки від 12 7/8 дюйма, що дорівнює 329 мм. Система Т-98 отримала подальший розвиток і в 1919 році поступила в продаж. Управління здійснювалося за допомогою 98 отворів. Як варіант, можна було також використання нотних котушок від піаноли шириною 11 1/4 дюйма, що дорівнює 285 мм.

## Записи знаменитих композиторів у виконанні всесвітньо відомих піаністів

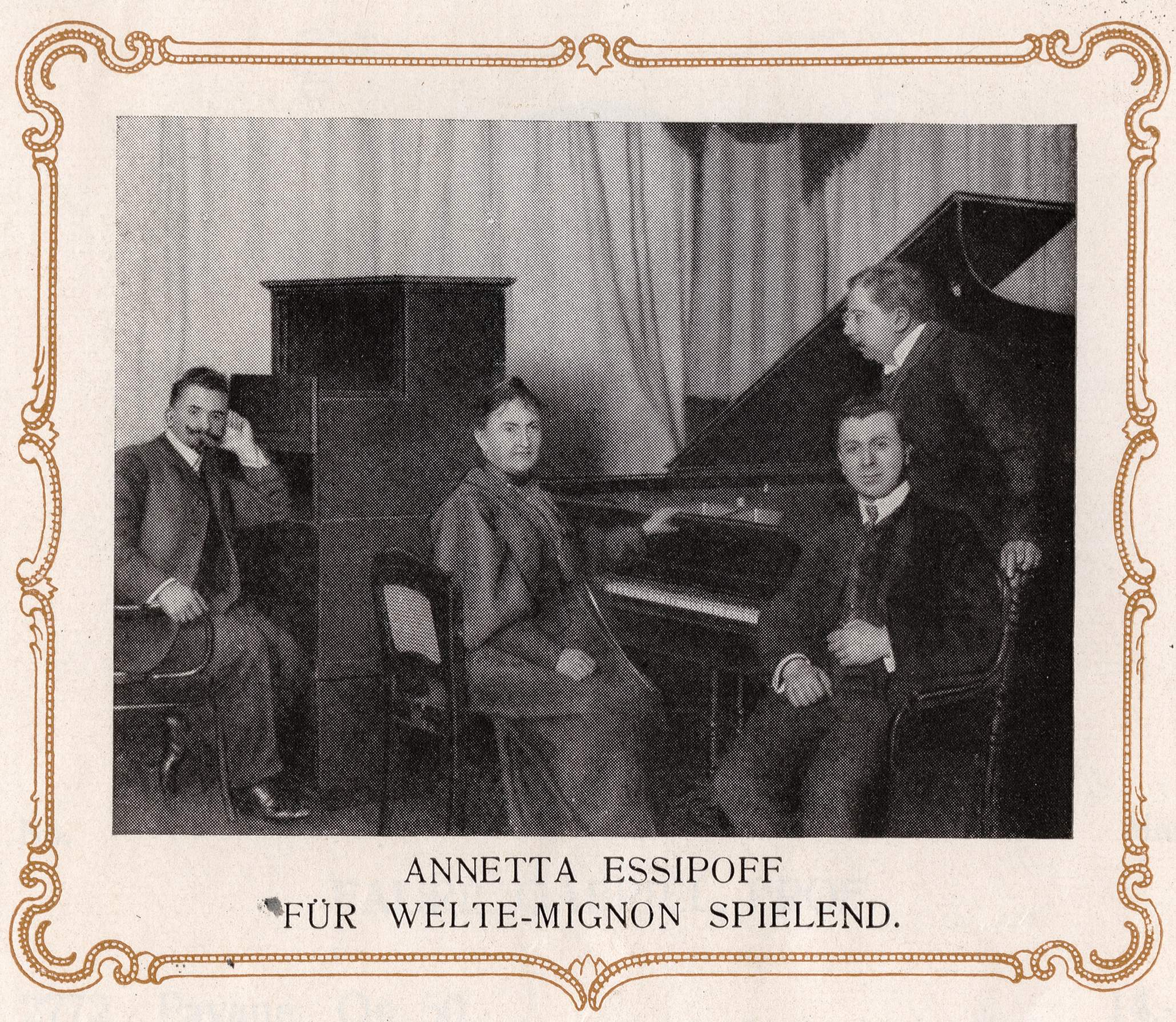
Анна Єсипова грає на записі для Welte-Mignon, 1905

У 1904 році був здійснений перший запис. Надалі для такого звукозапису для фірми Welte-Mignon запрошувалися відомі виконавці того часу. В період часу до 1932 року фірма М. Welte & Söhne володіла 5500 записами, в числі яких були численні попурі з опер та оперет, а також популярні твори, шлягери, марші і танцювальна музика. З 1905 по 1909 роки фірма М. Welte & Söhne відкрила другу студію звукозапису в Лейпцигу, генеральним директором якої був Гуґо Поппер.
В репертуарі нотних котушок фірми Welte, починаючи з 1905 по 1928 роки були записи Карла Райнеке, Ігнація Яна Падеревського, Ферруччо Бузоні та багатьох інших. Вже на початку ери механічних фортеп'яно (близько 1930-ті роки), для фірми Welte грали такі піаністи як Володимир Самійлович Горовиць (1926 рік). Цей запис є однією з найбільш ранніх записів цього піаніста. Свої твори грали для фірми Welte багато відомих композиторів, серед яких, Джордж Гершвін, Клод Дебюссі, Каміль Сен-Санс, Олександр Скрябін, Макс Регер, Едвард Гріг, Енріке Гранадос, Густав Малер, Ріхард Штраус і Олександр Глазунов.

## Оригінальні твори для фірми Welte-Mignon
1926 року Пауль Гіндеміт, Ернст Тох і Гергард Мюнх пишуть спеціально для піаніно Welte-Mignon кілька музичних творів. Вони були представлені на Днях камерної музики в Донауешінґені. Прем'єра відбулася 25 липня 1926 року. Ці твори не були зіграні руками піаніста. Механічне піаніно мало такі можливості, що програмування нотних котушок відбувалося вилученням звуку, що давало композиторам нову свободу в створенні звукових ефектів. Були представлені наступні твори:
Пауль Гіндеміт:
- Рондо з фортеп'янної музики, тв. 37. Опрацьовано для механічного піаніно.
- Токата для механічного піаніно, тв 40,1. Оригінальна композиція для Welte-Mignon
- Студія 1 Оригінальна композиція для Welte-Mignon
- Студія 2 Оригінальна композиція для Welte-Mignon
- Студія 3 Оригінальна композиція для Welte-Mignon
- Студій 4 Жонглер (обробка для механічного піаніно)

Гергард Мюнх:
- Шість Студій: поліфонічні етюди для механічного піаніно. Introduzione Maestoso — Prestissimo — Largo — Jazz — Andantiono — Fugato. Оригінальні композиції для Welte-Mignon

## Оригінальні композиції для піаніно Welte-Mignon 1927
15—17 липня 1927 року, в Баден-Бадені відбулося музичне свято «Німецька камерна музика 1927 року», в рамках якого для механічного піаніно фірми Welte-Mignon були спеціально написані сучасні твори. Ці оригінальні твори були представлені на концерті 16 липня 1927 року, спеціально присвяченому «механічним інструментам». Джордж Антейл представив першу частину свого «Механічного балету», написаного для однойменного фільму Фернана Леже. Микола Лопатников представив скерцо, написане для цього інструменту, а також токату для фортеп'яно, яку він обробив для механічних інструментів і записав на нотну котушку. Ганс Гаасс написав Каприччіо-фугу та інтермецо, обидва твори — для механічного фортеп'яно.

## Філармонійний орган «Welte-Philharmonie-Orgel»
У 1912 році за тим же принципом була розроблена система для відтворення звуків органу — Філармонійний Орган-WELTE. Цей вид органів був для виконавця легкий у керуванні, не дивлячись на складний пристрій. Промисловці і аристократи Європи все частіше замовляли собі органи, які самі грали. Органи вбудовували в інтер'єри багатьох приватних будинків. Один з найвідоміших органів фірми WELTE був призначений для музичного салону корабля «Титанік». Волею випадку, доставка органу на корабель затрималася і Титанік вийшов у своє перше плавання без цього інструменту. Сьогодні цей орган можна побачити і почути в Німецькому Музеї музичних автоматів в Брухзалі. Нещодавно був знайдений Welte — філармонічний орган, який призначався для брата корабля Титанік — Британіка. Спуск корабля на воду відбувся 26 лютого 1914 року, а 4 серпня того ж року Велика Британія оголошує війну Німеччині. Тому малоймовірно, що інструмент, на виробництво якого було потрібно кілька місяців, взагалі потрапив на береги туманного Альбіону. Після Першої світової війни інструмент був куплений Штутгартським фабрикантом Августом Нагелем. У 1935 році інструмент повернувся до Велта і був встановлений на ламповому заводі Віпперфурт. Коли в 1960 році завод перестав існувати, інструмент купив швейцарський колекціонер Генріх Вайс. На основі колекції Вайса утворений музей музичних автоматів в місті Зеєв. Складові частини філармонічного органу Welte були помічені врізаними в дерево літерами і числами, щоб можна було визначити час і місце виробництва інструменту. Так як цей проєкт був особливо престижним, вже в 1912—1913 роках був опублікований малюнок ескіз органу, а також фотографії та малюнки інших філармонічних органів.
Найбільший і найскладніший Філармонійний орган був встановлений в театральному залі маєтку сера Давида Лайонел Саломона в Бромвіллі. Інструмент володів двома пристроями, які грали. Один — для органних котушок Welte, а інший для Welte-орхестріона, тип номер 4, яким він володів приблизно з 1890 року. Крім того на цьому органі можна грати як на звичайному піаніно. Пристрій (що грає) цього органу, захований за панеллю розміром з людський зріст, володіє трьома педалями, які потрібно натискати вручну. Величезних розмірів дубовий каркас органу має 9 метрів в ширину і 6 метрів у висоту, налічує 2 тисячі трубок. Особливістю цього органу є те, що він оснащений так званим Ехо-органом, який володіє 349 трубками і розташовується в спеціальному приміщенні на верху галереї в кінці залу. Цей інструмент ледь не загинув в полум'ї війни. 27 квітня 1914 року Сер Давид Лайонел приїжджає до Фрайбурга, щоб довідатися про хід робіт. У 1914 році інструмент був доставлений в Брумвіль. Коли почалася війна, один з будівельників органу, який приїхав з Німеччини, змушений був залишитися в Англії. Врешті-решт він опинився серед полонених, які аж до кінця військових дій були на Острові Мен. У наш час ця садиба є частиною Кантерберійського університету Церкви Христа. Орган, який мовчав з 1940 року, був протягом 2005—2007 років відреставровано і в квітні 2007 року представлений публіці. Спеціально для філармонічного органу фірми Welte органні твори були записані у виконанні провідних органістів світу, перекладені на нотні ролики. Це були такі органісти як Ежен Жигу, Макс Регер, Альфред Голлінз, Едвін Лемар і Карл Штраубе.
У 1928 році були записані класичні твори у виконанні Рудольфа Серкина і Любки Колесси. Надалі та аж до кінця виробництва котушок (1932 рік) записувалася тільки популярна музика.